# Finnische Ostkriegszüge 1918–1920
Die finnischen Ostkriegszüge 1918–1920, in der finnischen Geschichtsschreibung auch als „Stammverwandtschaftskriege“ (finn. heimosodat, schw. frändefolkskrigen) bezeichnet, umfassen eine Reihe von bewaffneten Unternehmungen halboffizieller finnischer Truppen in das Gebiet des von Revolution und Bürgerkrieg geschwächten Russland. Hintergrund der weitgehend von Freiwilligen getragenen Züge war einerseits das Bestreben, die nach finnischer Auffassung stammverwandten Karelier in einem Großfinnland zusammenzuführen, andererseits das Ziel einer leichter zu verteidigenden Ostgrenze. Die zahlenmäßig schwachen Expeditionstrupps scheiterten unter anderem daran, dass die örtliche Bevölkerung sich nicht in dem erhofften Maße für einen Anschluss ihrer Siedlungsgebiete an Finnland begeistern ließ. Die Feindseligkeiten zwischen Finnland und Sowjetrussland wurden 1920 durch den Frieden von Dorpat beendet.

## Hintergründe

Die Karte zeigt Finnland in den Grenzen des Großfürstentums. Die hellroten Gebiete stellen die im Rahmen eines Großfinnland erhofften Gebietszuwächse dar. Durch die Drei-Landengen-Grenze wäre die Grenze zu Russland drastisch verkürzt worden.

Finnland, das seit 1809 als autonomes Großfürstentum zum Russischen Reich gehört hatte, erlangte im Fahrwasser der Oktoberrevolution 1917 die staatliche Unabhängigkeit. Dieser Prozess wurde von schweren inneren Konflikten begleitet, die in einen am 27. Januar 1918 ausgebrochenen Bürgerkrieg mündeten. In diesem standen die „Roten“ – sozialistische, von den russischen Bolschewiki gestützte Revolutionäre – den bürgerlichen „Weißen“ gegenüber, welche bis zum Mai 1918 den Aufstand niederschlugen.
Obwohl die Beteiligten auf beiden Seiten in erster Linie Finnen waren, betrachtete die bürgerliche Seite den Krieg weniger als Bürgerkrieg denn als Freiheitskrieg zur Sicherung der Unabhängigkeit vom revolutionären Russland. Indessen beschränkten nicht alle Weißen die Ziele dieses so als finnisch-russischen Konflikt empfundenen Zusammenstoßes auf die Beseitigung der revolutionären Kräfte aus dem Gebiet des alten Großfürstentums. Schon seit der Mitte des 19. Jahrhunderts hatte im Zuge des Erwachens eines finnisch-nationalen Bewusstseins auch der irredentistische Gedanke eines Großfinnlands Fuß gefasst. Kern dieser Stammverwandtschaftsströmung war die Auffassung, dass die jenseits der Grenze lebenden Völker Ostkareliens aufgrund ihrer Kultur, ihrer Sprache und ihres Charakters mit Finnland eine natürliche Einheit bilden und damit auch zum gleichen Staat gehören sollten.
Verwoben mit den nationalen Motiven waren militärische Überlegungen: Die Lage des jungen Staates erschien mittelfristig gefährdet, die lange Grenze im Osten bei etwaigen Rückeroberungsversuchen durch ein wiedererstarktes Russland schwer zu verteidigen. Durch die Angliederung der ostkarelischen Gebiete hätte eine nur halb so lange sogenannte Drei-Landengen-Grenze zwischen dem Finnischen Meerbusen, dem Ladogasee, dem Onegasee und dem Weißmeer erreicht werden können. Juho Kusti Paasikivi, von Mai bis November 1918 Vorsitzender des finnischen Senats, hielt den Erwerb Ostkareliens für geradezu lebensnotwendig für Finnland.
Besonderen Schwung erhielten die großfinnischen Bestrebungen, als der Oberbefehlshaber der Weißen, Carl Gustaf Emil Mannerheim, am 23. Februar 1918 in einer Ansprache an die weißen Truppen mit großer Öffentlichkeitswirkung seinen sogenannten Schwerteid sprach:

„Ich werde mein Schwert nicht in die Scheide stecken, bevor alle Befestigungen in unseren Händen sind, bevor in unserem Land die gesetzliche Ordnung herrscht, bevor der letzte von Lenins Kriegern und Randalierern vertrieben ist, aus Finnland ebenso wie aus Weißkarelien. Vertrauend auf unsere rechte und edle Sache, vertrauend auf unsere tapferen Männer und aufopferungsvollen Frauen schaffen wir jetzt ein mächtiges, großes Finnland.“

Unterdessen war die politische und militärische Lage in Russland chaotisch. Die deutsche Offensive im Februar 1918 führte zum Zusammenbruch der russischen Verteidigung und zwang die bolschewistische Staatsführung zum Friedensvertrag von Brest-Litowsk. Dies veranlasste die ehemals verbündeten Ententemächte zu militärischen Interventionen in Russland. Im Juni 1918 landete ein britisches Kontingent in Murmansk, insbesondere um die strategisch wichtige Murmanbahn zu sichern. Infolge der Erhebung der antibolschewistischen Kräfte im Inneren Russlands im Mai 1918 entbrannte der Bürgerkrieg, der bis 1920 andauern sollte, in voller Härte.

## Kriegszüge 1918
Im Jahr 1918 unternahmen finnische Truppen drei zeitlich parallele, aber in ihrer Natur, ihren Protagonisten und ihrem Verlauf sehr unterschiedliche Kriegsexpeditionen über die finnische Ostgrenze. Die Vorbereitungen für diese Züge begannen noch während des andauernden Bürgerkrieges und wurden durch ihn teilweise bedingt. Nach dem Ausbruch des Bürgerkrieges waren zahlreiche Rotgardisten aus dem von den Weißen beherrschten Mittel- und Nordteil Finnlands über die Grenze nach Russland geflohen. Gemeinsam mit den russischen Bolschewiki bildeten sie dort eine Gefahr für das Hinterland des weißen Finnland. Gemeinsam mit den großfinnischen Strömungen wurde diese Gefahr zur Triebfeder für einige Aktivisten, nun den Anschluss Ostkareliens an Finnland herbeizuführen. Die politische und militärische Führung des Landes stützte die Pläne, wenn sie auch reguläre Truppen wegen der anhaltenden Kämpfe des Bürgerkrieges kaum bereitstellte.

### Bildung der Expeditionen

Die Expedition in das südliche Weißkarelien unter Carl Wilhelm Malm erreichte ihr Ziel Kem nicht und verharrte um ihren Stützpunkt in Uchta, bis sie zum Rückzug gezwungen wurde.

Der südlichste der drei Kriegszüge in das südliche Weißkarelien wurde initiiert und angeführt von Oberstleutnant Carl Wilhelm Malm, der ein inniger Anhänger des finnischen Stammverwandtschaftsgedanken war. In Absprache mit der militärischen Führung unter Mannerheim bildete er seine rund 370 Mann starke Truppe in erster Linie aus Freiwilligen aus der Region Kuopio und gab ihr den Namen „Truppen Weißkareliens“ (Vienan-Karjalan joukot). Die Teilnehmer des Zuges trugen an ihrem rechten Arm ein weißes Band mit der Aufschrift „Für Karelien“. Es war offensichtlich, dass die nach Weißkarelien entsandten Truppen für eine militärische Eroberung des Gebietes nicht ausreichen würden. Stattdessen zählten die Initiatoren darauf, dass die karelische Bevölkerung, ermutigt durch die finnische Intervention, sich zum Aufstand erheben und so den Anschluss an Finnland ermöglichen würde. So führte die Gruppe 2.000 Gewehre und Munition mit sich, um sie an die Karelier zu verteilen, die sich der Truppe anschließen würden.
Weiter nördlich formte sich eine Kriegstruppe unter der Führung des Jägerleutnants Kurt Martti Wallenius. Anders als Malm ging Wallenius nicht davon aus, dass die Karelier den Finnen mit fliegenden Fahnen zulaufen würden, hielt aber eine schnelle Säuberung des nördlichen Weißkareliens und möglichst noch weiterer Gebiete von den finnischen Rotgardisten für militärisch unabdingbar. Da für die Operation in der zur Verfügung stehenden Zeit nicht genügend Freiwillige angeworben werden konnten, stellte Mannerheim auch 500 Wehrpflichtige ab, denen es allerdings sowohl an Ausbildung als auch an ideologischer Zuverlässigkeit fehlte. Aus den Wehrpflichtigen und Freiwilligen aus dem Schutzkorps Österbotten wurde schließlich bis Ende März 1918 eine 1.200 Mann starke Truppe gebildet.
Die dritte, nördlichste Expedition machte es sich zur Aufgabe, das Gebiet Petschenga an Finnland anzugliedern und dem Land damit einen Zugang zum Nördlichen Eismeer zu verschaffen. Eine Übergabe dieses Gebietes war bereits 1864 unter Zar Alexander II. diskutiert worden. Erst Anfang März hatte Lenin den Abgesandten des Volkskommissariats des roten Finnlands die Abtretung des Gebiets versprochen, aber das Thema interessierte naturgemäß auch die Weißen. Die offiziellen Truppen unter Wallenius erhielten jedoch keine Erlaubnis, auch nach Petschenga vorzudringen, da die finnische Regierung einen Konflikt mit den in Murmansk gelandeten britischen Interventionstruppen fürchtete. Anfang April 1918 gab der Senat dann die Erlaubnis zur Bildung einer zwar inoffiziellen, aber von der Armee mit Waffen ausgerüsteten Unternehmung. Die Truppe wurde geführt von zwei Zivilisten ohne jede Kriegserfahrung, dem Naturwissenschaftler Thorsten Renvall und dem Arzt Onni Laitinen. Auch unter den rund 100 Teilnehmern des Zuges befanden sich keine Offiziere.

### Militärische Vorstöße

Die Vorstöße in das nördliche Weißkarelien unter Kurt Martti Wallenius erlitten bereits im Anfangsstadium schwere Rückschläge und kamen in Sokolosero zum Stillstand.

Die Truppe von Oberstleutnant Malm überschritt, aus Suomussalmi anrückend, am 21. März 1918 im Parademarsch als erste die Grenze. Sie rückte zunächst über Woknawolok nach Uchta, der größten Siedlung der Region vor, ohne auf Widerstand zu stoßen. Am 10. April unternahm sie einen unzureichend vorbereiteten Vorstoß auf Kem, das als an der Murmanbahn gelegene Hafenstadt am Weißen Meer einen wichtigen Verkehrsknoten darstellte. Der Angriff wurde von bolschewistischen Kämpfern leicht zurückgeschlagen. Malms Soldaten zogen sich nach Uchta zurück, wo sie für mehrere Monate in militärischer Passivität verharrten. Die karelische Bevölkerung verhielt sich den „Befreiern“ gegenüber skeptisch bis gleichgültig und schloss sich den finnischen Truppen trotz intensiver Propagandaarbeit nicht an. Die langen Kämpfe des Weltkrieges hatten die Karelier kriegsmüde gemacht. Einen besonderen Wunsch nach einem Anschluss an Finnland verspürten sie überdies nicht, eher standen die Finnen in Verdacht, die Naturschätze Kareliens – unter ihnen reiche Erzvorkommen und große Waldflächen – ausbeuten zu wollen. Die bolschewistische Herrschaft wurde zu diesem Zeitpunkt noch nicht als Bedrohung empfunden.
Die von Wallenius geführten Truppen wurden in zwei Teile geteilt. Etwa 500 Mann kommandierte Wallenius selbst mit dem Stützpunkt am See Paanajärvi in der Gemeinde Kuusamo, 700 Mann unterstanden dem Befehl von Jägeroberleutnant Oiva Willamo mit dem Stützpunkt in Kuolajärvi. Schon vor dem Eintreffen der Wehrpflichtigen begann die Abteilung Willamos am 21. März erfolgreich mit der Säuberung des Grenzgebietes auf finnischer Seite von roten Kampfeinheiten. Am 31. März erhielt Wallenius vom Hauptquartier die Erlaubnis zum Grenzübertritt. Während Malms Truppen aus begeisterten Stammverwandtschaftskriegern bestanden, protestierten hier die Wehrpflichtigen gegen ihre Verwendung außerhalb Finnlands. Die Angriffsoperationen wurden durch diesen Unwillen spürbar beeinträchtigt, später kam es sogar zu offenem Aufruhr und Befehlsverweigerung.
Wallenius und Willamo überschritten am 3. April jeweils die Grenze. Erstes strategisches Ziel war das Dorf Sokolosero, das auf der Landenge zwischen zwei Seen ein wichtiges Tor in das Innere Weißkareliens darstellte. Willamo nahm von Norden anrückend das Dorf Tumtscha ein, scheiterte aber beim Vormarsch auf Ruwaniski am Widerstand der Roten Garden und musste sich schließlich wieder nach Finnland zurückziehen. Wallenius’ Versuch der Einnahme Sokoloseros von Süden schlug an diesem Tag ebenso fehl wie in einem zweiten Anlauf am 8. April. Weiter nördlich wurde am 7. April ein Vorstoß in Richtung des an einer weiteren Landenge gelegenen Kowda bereits im Anfangsstadium mit schweren Verlusten zurückgeschlagen. Angesichts dieser Misserfolge überraschend räumten die Roten schließlich jedoch Sokolosero aufgrund von Nachschubproblemen, so dass der Ort Mitte April kampflos eingenommen wurde. Weitere Geländegewinne konnten die Angreifer nicht mehr erzielen und verharrten in ihren Positionen.
Die Petschengaexpedition Renvalls und Laitinens zog am 27. April 1918 mit Skiern und Rentierschlitten über die Grenze. Ebenso wie an den anderen Schauplätzen konnten die Eindringlinge auch hier nicht das Vertrauen der Bevölkerung gewinnen. Die Gruppe drang in dem kaum besiedelten Gebiet allerdings ohne nennenswerten Widerstand bis an die Eismeerküste vor.

### Änderung der politischen Lage
Unterdessen führte die Entwicklung der allgemeinen politischen Lage einerseits zum Abflauen der Stützung der Expeditionen aus der Heimat und andererseits zur Stärkung des militärischen Widerstandes.
Der Oberbefehlshaber der (weißen) finnischen Streitkräfte Mannerheim überwarf sich nach dem Ende des Bürgerkrieges mit der politischen Führung und gab den Oberbefehl am 29. Mai 1918 ab. Damit verloren die Feldzüge ihren einflussreichsten Unterstützer. Ab Anfang August führten Vertreter der finnischen Regierung in Berlin diplomatische Verhandlungen mit Sowjetrussland über eine friedliche Abtretung Ostkareliens an Finnland. Die Russen ließen sich auf die Forderungen der Finnen jedoch nicht ein. Letztere wurden in der Erwartung enttäuscht, von Deutschland nachdrückliche Unterstützung zu erhalten. Für die Deutschen war bei andauerndem Krieg vordringlich, den Frieden mit Russland nicht zu gefährden. In der Folge schlug auch die finnische militärische Führung einen vorsichtigen Kurs ein, um die junge Unabhängigkeit nicht zu gefährden.
Derweil sahen die in Murmansk gelandeten Truppen Großbritanniens die Aktivitäten der Finnen in Karelien als Bedrohung an und vermuteten, dass diese in erster Linie im Interesse Deutschlands aktiv seien. Im Sommer 1918 rüsteten die Briten in Weißkarelien ein aus etwa 250 meist kriegserfahrenen Kareliern bestehendes „Karelisches Regiment“ aus. Weiter im Norden bildeten sie aus zunächst 500 aus Finnland geflohenen Rotgardisten die als Teil der britischen Armee operierende „Legion Murmansk“, die bis zum folgenden Winter auf rund 1000 Mann anwuchs. Nicht zuletzt durch die gemeinsame Propaganda Großbritanniens und Sowjetrusslands ging die Einstellung der karelischen Bevölkerung im Spätsommer von Gleichgültigkeit zu Feindseligkeit über, zahlreiche Karelier schlossen sich den von Großbritannien gebildeten Truppen, nur wenige den Finnen an.

### Rückzug und Auflösung

Die kleine Expedition nach Petschenga drang schnell bis zum Eismeer vor, musste sich aber bereits nach wenigen Wochen wieder zurückziehen.

Bereits Anfang Mai landeten die britischen Truppen an der Küste Petschengas und griffen ab dem 10. Mai gemeinsam mit finnischen und russischen Roten Garden die Expedition von Renvall und Laitinen an. Diese wurden zum fluchtartigen Rückzug in die Fjells gezwungen. Die beiden Anführer zerstritten sich und Laitinen zog mit der unter seinem Befehl stehenden neunköpfigen Gruppe nach Finnland ab. Renvall hielt sich noch eine Weile, gestört auch von norwegischen Grenztruppen, die 18 Männer gefangen nahmen. Man wartete vergeblich auf Unterstützung und Nachschub vom Hauptquartier. Am 5. Juli löste sich die inzwischen auf etwa 30 Mann geschrumpfte Petschengaexpedition auf. Fünf der Teilnehmer waren gefallen, einer fiel in Norwegen der Spanischen Grippe zum Opfer.
Die in das nördliche Weißkarelien eingedrungenen Truppen unter Wallenius stellten Anfang Mai die Angriffsversuche ein und verlagerten sich auf die Verteidigung. Um die gleiche Zeit begann die Legion Murmansk mit militärischen Vorstößen. Wallenius’ Truppen wurden zunehmend als Teil des Grenzschutzes verstanden und ab Juli als Grenzwachbataillon Lappland I bezeichnet. Neben den Operationen der Legion Murmansk machte ihnen vor allem die schlechte Versorgung aus Finnland zu schaffen. Anfang Oktober wurden die letzten Stellungen jenseits der Grenze aufgegeben. Die Unternehmung forderte auf finnischer Seite mindestens 50 Gefallene.
Weiter südlich erschütterte die allgemeine Entwicklung, insbesondere die Einstellung der Karelier, die Moral der Truppen Malms. Viele der Soldaten, die im Sommer für Feldarbeiten beurlaubt worden waren, kehrten nicht mehr zurück. Anfang Juli war die Zahl der in der Umgebung von Uchta stationierten Freiwilligen auf einige Zehn geschrumpft, als der durch Krankheit geschwächte Malm sein Kommando abgab. Die Nachfolge trat der enthusiastische Stammverwandtschaftskrieger, Jägerkapitän Toivo Kuisma an. Er stellte die Truppe auf eine neue Grundlage, indem er aus Finnland zehn Jäger als Offiziere anwarb. Neue Freiwillige, hauptsächlich im Alter von 16 bis 21 Jahren, wurden aus allen Teilen Finnlands rekrutiert. Die so entstandene, etwa 250 Mann starke Truppe, nannte sich nun „Armee der Freiwilligen Finnlands“ (Suomen vapaaehtoisten armeija). Sie genoss die persönliche und finanzielle Unterstützung des finnischen Reichsverwesers Pehr Evind Svinhufvud, es hatte jedoch kein offizielles Staatsorgan die Verantwortung für Kuismas Unternehmung übernommen.
Ende August begann das inzwischen auf 300 bis 400 Mann gewachsene Karelische Regiment mit Angriffen auf die finnischen Positionen. Die Stellungen in Juschkosero und Kostomukscha wurden vernichtet. Anfang September begann Kuisma mit dem Rückzug. Am 1. Oktober gelang es den karelischen Truppen, den Hauptteil der finnischen Soldaten in Woknawolok einzukesseln. In der folgenden größten Schlacht dieses Kriegszuges entgingen die Finnen der Vernichtung nur durch das Hinzustoßen der 50 Mann starken zweiten Kompanie, welche die Flanke der Karelier angriff. Das Zurückschlagen des Angriffes wurde von den Finnen als Sieg empfunden, dennoch zogen sich die verbleibenden Kräfte am folgenden Tag ganz nach Finnland zurück. Sie übernahmen zunächst Grenzschutzaufgaben und wurden im Oktober schließlich aufgelöst. In den zahlreichen größeren und kleineren Gefechten in der unzugänglichen Wildnis Weißkareliens waren von den rund 300 an den Kampfhandlungen Beteiligten Männern Malms und Kuismas 83 gefallen.
Während Truppenorganisation, Kampfverlauf und Opferzahlen auf finnischer Seite Gegenstand zahlreicher historischer Forschungsarbeiten waren und damit recht gut bekannt sind, sind die Informationen über die jeweilige Gegenseite dünner. Insbesondere über Opferzahlen stehen hier keine verlässlichen Zahlen zur Verfügung. Die russischen Archive betreffend die finnischen Ostkriegszüge hat die historische Forschung bisher noch nicht systematisch ausgewertet.

## Olonezfeldzug 1919
In veränderter internationaler Lage wurden die finnischen Ambitionen in Richtung Karelien 1919 erneut aufgenommen und verkörperten sich in einem großen Feldzug in das Gebiet von Olonez. Der Kriegszug wurde mit größerer Macht und deutlicherer offizieller Stützung durchgeführt, war aber ebenfalls ein reines Freiwilligenunternehmen. Nachdem die Finnen zunächst weit in das Zielgebiet vorgedrungen waren, wurden sie letztlich von der Übermacht der bolschewistischen Verteidiger nach Finnland zurückgedrängt.

### Hintergründe und Vorbereitung

Die Bemühungen, die karelische Bevölkerung für den großfinnischen Gedanken zu begeistern, fielen nur in zwei Gemeinden auf fruchtbaren Boden. Repoly (finnisch Repola) erklärte 1918, Porossosero (finnisch Porajärvi) 1919 den Anschluss an Finnland.

Bereits 1918 war auch ein Zug in das Gebiet Olonez geplant worden, blieb aber wegen des Mangels an Truppen unverwirklicht. Bis zum Jahr 1919 hatten sich nun die Rahmenbedingungen erheblich verändert. Deutschland spielte in der finnischen Politik vorläufig keine Rolle mehr, die Beziehungen zu den Westmächten hatten sich verbessert. Sowjetrussland stand unter schwerem Druck seitens der weißen Bürgerkriegsgegner, die Petrograd von Westen bedrängten, aber auch den äußersten Norden beherrschten. Durch die Offensive der weißen Armee in Südrussland und die Aktivitäten der Weißen in Sibirien war die Lage der Sowjets im Bürgerkrieg 1919 generell am kritischsten. In dieser Situation erwachte das Interesse der Stammverwandtschaftsaktivisten an der kornreichen Region Olonez aufs Neue. Auftrieb erhielt die Bewegung durch die 1918 getroffene Entscheidung der an Finnland grenzenden Gemeinde Repoly, sich Finnland anzuschließen.
Die Initiative für die Mission ging im Januar 1919 von den Jägern Gunnar von Hertzen, Paavo Talvela und Ragnar Nordström aus. Das zur Anwerbung gegründete „Karelienkomitee“ brachte bis Anfang März über tausend Freiwillige zusammen. Als Ziel gaben die Organisatoren aus, die Olonezregion schnell zu besetzen und die Bevölkerung dazu zu bewegen, den Anschluss an Finnland zu erklären. Die Regierung unter dem inzwischen zum Reichsverweser ernannten Mannerheim und Ministerpräsident Lauri Ingman verhielt sich zunächst schwankend, gab aber schließlich die Erlaubnis zum Grenzübertritt, nachdem es Ende März im karelischen Wedlosero zu einem Aufstand gekommen war. Die nach den Wahlen Mitte April ins Amt eingeführte Regierung unter Kaarlo Castrén bestätigte den Beschluss, und Ende April bewilligte das Parlament die Finanzierung.
Als Oberbefehlshaber bestimmte die militärische Führung den Jägeroberstleutnanten Ero Gadolin. Insgesamt nahmen an dem Kriegszug 132 Jäger als Offiziere und Unteroffiziere teil. Reguläre Armeetruppen wurden ansonsten allerdings nicht abgestellt. Vielmehr bestand der Zug ausschließlich aus Freiwilligen. Der Angriff begann mit etwa 900 Mann, weitere Anwerbungen ließen die Zahl der Teilnehmer aber später auf 4500 Mann wachsen. Der größte Teil der Teilnehmer war zwischen 16 und 20 Jahre alt.

### Finnischer Vormarsch
Die Unternehmung war von Beginn an unter Zeitdruck gewesen, weil man sie noch vor dem Beginn der Schneeschmelze beginnen wollte. Die erste Fernpatrouille unter Feldwebel Paul Marttina brach bereits am 18. April 1919 über das Eis des Ladogasees auf, um die Gleise der Murmanbahn zu unterbrechen. Zwei Tage später begann von Salmi aus der eigentliche Angriff in zwei Hauptrichtungen. Den nördlichen Trupp führte Paavo Talvela nach Prjascha und weiter in Richtung Petrosawodsk, der größten Stadt der Region und wichtigen Hafenstadt am Onegasee. Der südliche Vorstoß unter von Hertzen drang entlang des Ufers des Ladogasees zur Stadt Olonez, dem politischen und kulturellen Zentrum der Region, und weiter bis in die Nähe des Flusses Swir vor. Der Vormarsch wurde seitlich gestützt von einer kleinen, 56 Mann starken Truppe unter Antti Isotalo, die über den Ladogasee schnell vorrückte, jedoch beim Angriff auf das Dorf Pisi die Hälfte ihrer Soldaten verlor und schließlich in Olonez, welches am 23. April kampflos eingenommen worden war, mit der Haupttruppe zusammentraf.

Die finnische Expedition drang im April 1919 in zwei Hauptrichtungen weit in das Olonezgebiet vor, konnte aber die strategisch wichtigen Ziele an der Murmanbahn nicht erreichen.

Die Fernpatrouille Marttinas überquerte zwar den Swir, wurde aber entdeckt und konnte die Bahnstrecke nicht zerstören. Ebenso scheiterte der Versuch der südlichen Haupttruppe, nach Lodeinoje Pole an der Murmanbahn vorzudringen. In der Führung der finnischen Truppen kam es zu Konflikten zwischen von Hertzen und Gadolin, der schließlich am 28. April vom Oberbefehl zurücktrat und durch Aarne Sihvo ersetzt wurde. Die sowjetrussischen Truppen begannen mit Gegenangriffen und eroberten am 4. Mai Olonez zurück. Die Finnen zogen sich unter schweren Verlusten nach Aleksala einige Kilometer westlich der Stadt zurück, wo sich die Front vorläufig stabilisierte. Unterdessen war Talvela weiter nördlich unter dauernden Kämpfen bis Prjascha vorgerückt und hatte die Stadt am 29. April erobert. Am 3. Mai schoben die Finnen, gleichzeitig einen russischen Gegenangriff abwehrend, ihre Stellung Richtung Petrosawodsk bis zum Dorf Matrosy vor, wo sie ihre Verteidigungspositionen bezogen.
Von der karelischen Bevölkerung wurden die finnischen Soldaten mit Wohlwollen aufgenommen. Im Laufe des Feldzuges schlossen sich über 2000 von ihnen den Truppen an, wenn diese Verstärkung sich auch wegen deren unzureichender Ausbildung als militärisch fast bedeutungslos erwies. Die erhoffte allgemeine Volkserhebung blieb allerdings aus. Talvela versuchte auch, mit den im Norden Russlands operierenden Briten Kontakt aufzunehmen, die dort dem gleichen Feind, den bolschewistischen Russen, gegenüberstand. Eine Zusammenarbeit kam aber nicht zustande, da Großbritannien in erster Linie die weißen Russen unterstützte, die wiederum eine Expansion Finnlands auf Kosten Russlands strikt ablehnten.

### Zusammenbruch des Feldzuges
Die Finnen gerieten derweil in zunehmende organisatorische Schwierigkeiten. Von Hertzen ging trotz Nachschubproblemen und zahlenmäßiger Übermacht des Gegners erneut zum Angriff über. Diese Entscheidung hatte schwere Konflikte mit den Offizieren zur Folge. Mehrere Abteilungen verließen die Front und kehrten nach Finnland zurück. Nach der kurzzeitigen Eroberung der Stadt Olonez zog von Hertzen seine Truppe am 13. Mai nach Tuloksa zurück, wo schwere Verteidigungskämpfe geführt werden mussten. Ab Juni verzeichneten die Truppen ständige Aderlässe, weil die jeweils nur für zwei Monate verpflichteten Freiwilligen nach Hause zurückkehrten. An der Nordfront hatten die finnischen Stammverwandtschaftskrieger mit ähnlichen Problemen zu kämpfen.
Den entscheidenden Schlag erhielt die finnische Südfront, als die Bolschewiki, die sich auf dem Ladogasee ungehindert bewegen konnten, am 27. Juni in Widliza landeten, das Hauptquartier von Hertzens vernichteten und die so vom Nachschub abgeschnittenen finnischen Truppen an der Front zum sofortigen Rückzug zwangen. Auch die Nordfront brach nach anfänglich erfolgreichem Vormarsch in Richtung Petrosawodsk zusammen. Bis Anfang August hatten sich die Finnen ganz aus dem russischen Gebiet zurückgezogen und hatten sich die Truppenverbände weitgehend aufgelöst. Nur im grenznahen Pogrankonduschi lieferten sich kleinere Gruppen noch bis zum März 1920 Stellungsgefechte.
Über die Zahl der Gefallenen während des Olonezfeldzuges liegen auf beiden Seiten keine verlässlichen Daten vor. Auf finnischer Seite fielen mindestens 330 Männer, manche Schätzungen gehen von 400 Gefallenen und 600 bis 800 Verwundeten aus. Die Gesamtverluste betrügen damit rund 30 % der Gesamtstärke. Die Höhe der Verluste auf russischer Seite ist gänzlich unbekannt. Als einziges, wenn auch indirektes Resultat des Feldzuges ist zu verzeichnen, dass im Juni 1919 die Gemeinde Porossosero dem Beispiel der Nachbargemeinde Repoly folgte und ihren Anschluss an Finnland erklärte.

## Petschengaexpedition 1920
Während des Jahres 1919 bemühte sich Finnland, auf der Pariser Friedenskonferenz diplomatische Fortschritte in der Territorialfrage zu erzielen, blieb darin aber erfolglos. Die alliierte Interventionsarmee zog sich jedoch Ende 1919 aus Nordrussland zurück, und die bereits ihrem Untergang entgegengehende weiße Armee konnte das entstandene Vakuum nicht füllen. So schien sich nun erneut die Möglichkeit zu bieten, das Petschengagebiet unter finnische Kontrolle zu nehmen.
Die neuerliche Expedition wurde als politische Unternehmung verstanden und dem Außenministerium unterstellt. Die Führung der Gruppe von 60 Mitgliedern des Jägerbataillons Kaartti übernahm Kurt Martti Wallenius. Sie überschritt die Grenze am 28. Januar 1920 und drang mit ihren Rentierschlitten bis zum 10. Februar ohne Kämpfe zum Eismeer vor. Die Expedition war aber zahlenmäßig zu klein, um das weite Gebiet kontrollieren und den Nachschub sichern zu können, was durch das spätere Hinzutreten von erst 30 und dann weiteren 99 Mann bis zum März kaum behoben wurde.
Als der Widerstand der weißen Russen zusammenbrach und die Bolschewiki nach Norden rückten, wurde die Lage der finnischen Expedition unhaltbar. Sie begann am 22. März mit dem Rückzug. Am gleichen Tag landeten die Bolschewiki mit zwei Schiffen im Petschengafjord und drangen auch zu Lande in das Gebiet vor. In Salmijärvi kam es am 1. April zum einzigen Gefecht der Expedition, in dem die Finnen einem von dem ehemaligen Soldaten der Legion Murmansk Kalle Kukka angeführten Skiverband aus Russen, Kareliern und geflohenen roten Finnen sowie auch Kämpfern von Roten Garden aus Petschenga selbst gegenüberstanden. Von der Expedition fielen vier Männer, vier wurden verwundet, drei flüchteten und 29 gerieten auf dem Rückzug auf norwegisches Gebiet und wurden dort interniert.

## Finnische Freiwillige in weiteren Konflikten
Die finnischen Stammverwandtschaftsaktivisten beschränkten sich nicht auf die Teilnahme an eigenen Unternehmungen in das russische Staatsgebiet, sondern fühlten sich auch dazu berufen, anderen stammverwandten Völkern in ihrem Ringen mit dem bolschewistischen Russland zur Seite zu treten.
Die nachhaltigsten Auswirkungen hatte die Beteiligung finnischer Freiwilliger im Estnischen Freiheitskrieg, in dem sich der junge Staat Estland ab November 1918 gegen den Versuch Sowjetrusslands zur Rückeroberung des Baltikums erfolgreich zur Wehr setzte. Die finnische Regierung unterstützte den Kampf mit Waffenlieferungen, sah sich aber nicht in der Lage, reguläre Soldaten zu schicken. Bis Februar 1919 traten aber 3800 finnische Freiwillige der estnischen Armee bei. Da sie größtenteils schon Kriegserfahrung gesammelt hatten, stellten sie eine bedeutende Verstärkung der Esten dar. In den Jahren 1919 und 1920 nahmen finnische Freiwillige auch an den Kämpfen im Ingermanland teil, in denen die Ingrier die Bildung eines eigenen Staates anstrebten.

## Frieden von Dorpat

Im Frieden von Dorpat 1920 erhielt Finnland mit Petschenga (finnisch Petsamo) einen Zugang zum Eismeer.

Das Jahr 1920 brachte Finnland und Sowjetrussland an den Rand einer direkten militärischen Konfrontation. Die Reste der dem Untergang entgegengehenden weißen Armee im Norden wurden im Februar von der Roten Armee in Murmansk zerschlagen und zogen sich nun in die beiden ursprünglich zu Russland gehörenden, inzwischen aber Finnland beigetretenen Gemeinden Repoly und Porossosero zurück. Die finnische Regierung unter Ministerpräsident Juho Vennola zog in den Gemeinden reguläre Truppen zusammen, um das Gebiet gegen das zu erwartende Nachrücken der Roten Armee zu verteidigen. Ab Ende Februar kam es zu mehreren Gefechten im Gemeindegebiet von Porossosero.
Schließlich wollten es aber beide Seiten nicht auf einen eskalierenden Konflikt ankommen lassen. Auf russischer Seite war hierfür ein entscheidender Grund der inzwischen entflammte Krieg mit Polen, der die militärischen Kräfte band. Nachdem schon im April am Fluss Sestra Waffenstillstandsverhandlungen geführt worden waren, machte Russland im Mai ein offizielles Friedensangebot. Die Verhandlungen begannen am 12. Juni 1920 in Dorpat.
Die neue finnische Regierung unter Ministerpräsident Rafael Erich hielt in den Verhandlungen zunächst weiterhin einen Anschluss Ostkareliens an Finnland für erreichbar. Ziel der finnischen Verhandlungsdelegation unter Juho Kusti Paasikivi war die Abhaltung einer Volksabstimmung über die Zugehörigkeit dieser Gebiete. Die sowjetische Delegation konterte durch die Gründung der „Kommune des Arbeitervolkes von Karelien“, angeführt durch den finnischen Flüchtling Edvard Gylling, die nach sowjetischer Auffassung den Volkswillen vertrat. Sowjetrussland bot eine Einigung auf der Grundlage der Grenzen von 1914 mit einigen kleinen Korrekturen zugunsten Russlands an.
Die Verhandlungen wurden im Juli für zwei Wochen unterbrochen. Diese Zeit nutzte der finnische Sozialdemokrat Väinö Tanner mit Wissen Paasikivis zu inoffiziellen Gesprächen mit der Gegenseite, in denen er wirtschaftlichen Aspekten den Vorrang vor Gebietsgewinnen einräumte und signalisierte, dass für Finnland vor allem Petschenga wegen des Eismeerzugangs unverzichtbar sei. Diese Diplomatie setzte Tanner nach der Wiederaufnahme der Gespräche weiter fort. Während vor allem das linke politische Spektrum zunehmenden Druck auf die Regierung ausübte, hinsichtlich der sonstigen Gebietsforderungen nachgiebig zu sein, setzte sich als Mindestposition der Regierung die Ansicht durch, dass jedenfalls kein vor der Unabhängigkeit zu Finnland gehörendes Gebiet preisgegeben werden darf.
Nach zähen Verhandlungen wurde schließlich am 14. Oktober 1920 der Frieden von Dorpat unterzeichnet. Finnland erhielt Petschenga und blieb ansonsten in seinem traditionellen Gebiet unangetastet, musste aber Repoly und Porossosero aufgeben. Die Ziele der finnischen Stammverwandtschaftsaktivisten blieben damit größtenteils unverwirklicht. Im Winter 1921/22 nahmen einige finnische Aktivisten noch als Freiwillige am Karelischen Volksaufstand teil, das offizielle Finnland spielte hier aber keine Rolle mehr. Die durch den Frieden von Dorpat geschaffene Grenze zwischen der Sowjetunion und Finnland blieb bestehen, bis sie 1939 durch den Winterkrieg wieder in Frage gestellt wurde. Für Finnland bedeutete der Friedensschluss zugleich eine Stabilisierung seiner internationalen Stellung, was sich insbesondere darin ausdrückte, dass das Land im Dezember 1920 in den Völkerbund aufgenommen wurde.